# To tylko seks (film)
To tylko seks (ang. Friends with Benefits) – amerykańska komedia romantyczna z 2011 roku w reżyserii Willa Glucka.

## Opis fabuły
Jamie (Mila Kunis) jest inteligentna, wygadana i z pewnością większa z niej realistka niż marzycielka. Jest także zabawna i łatwa we współżyciu. I z pewnością nie ma zamiaru się ustatkować. Jeszcze nie. Zajmuje się rekrutacją dla nowojorskiej firmy i właśnie próbuje zwerbować dyrektora artystycznego z Los Angeles, Dylana (Justin Timberlake).
Kiedy się poznają oboje szybko odkrywają, że są bratnimi duszami. Są młodzi, odnoszą sukcesy zawodowe, ale także bardzo ostrożnie podchodzą do miłości i zmagają się z problemami rodzinnymi. Mając ze sobą wiele nieudanych związków, gotowi są zrezygnować z miłości i skupić się wyłącznie na przyjemnościach, jakie oboje mogą sobie sprawić. Kiedy Dylan przenosi się do Nowego Jorku, zaczynają regularnie się spotykać, żartując z miłości, która jest według nich mitem rozpowszechnianym przez hollywoodzkie filmy.
Jamie i Dylan stają się przyjaciółmi, zawsze gotowymi do pośmiania się z szaleństwa świata i własnych dziwactw i rozpoczynają przepyszny seksowny eksperyment. Jako ludzie nie biorący na serio obietnic oferowanych przez komedie romantyczne nie powinni być zaskoczeni tym, że ich posunięcie staje się pełną seksu przygodą. Czy tych dwoje, gardzących zaangażowaniem się przyjaciół będzie w stanie odkryć nowe obszary ich znajomości? Czy jeśli do swojej przyjaźni dodadzą seks „bez emocji”, będą w stanie uniknąć niebezpieczeństw związanych z myśleniem o drugiej osobie, jako o kimś więcej niż tylko kumpel?

## Obsada
- Mila Kunis jako Jamie
- Justin Timberlake jako Dylan
- Nolan Gould jako Sammy
- Woody Harrelson jako Tommy
- Patricia Clarkson jako Lorna
- Richard Jenkins jako pan Harper
- Emma Stone jako Kayla
- Jenna Elfman jako Annie
- Andy Samberg jako Quincy
- Bryan Greenberg jako Parker
- Masi Oka jako Darin Arturo Morena